# Rio Rita (musical)
Rio Rita è un musical statunitense, che debuttò a Broadway il 2 febbraio 1927 allo Ziegfeld Theatre con la regia di John Harwood. Passò poi, dal 26 dicembre 1927 al Lyric Theatre e quindi, dal 12 marzo 1928, al Majestic Theatre. L'ultima delle 494 repliche fu tenuta il 7 aprile 1928.
Il libretto era di Guy Bolton e Fred Thompson, le parole di Joseph McCarthy. La musica di Harry Tierney, fu orchestrata da Frank Parry e diretta da Oscar Bradley.

## Il cast
La sera della prima, nel cast figurano i seguenti artisti:
- Ethelind Terry: Rita Ferguson / Rio Rita
- J. Harold Murray: capitano Jim Stewart
- Robert Woolsey: Ed Lovett
- Bert Wheeler: Chick Bean
- Vincent Serrano: generale Enrique Joselito Esteban
- Ada-May: Dolly
- Noel Francis: Katie Bean
- Donald Douglas: sergente Walkins
- Harry Ratcliffe: sergente McGinn
- Katherine Burke: la figlia di Montezuma
- Walter Petrie: Roberto Ferguson
- Al Clair: reporter
- Pedro Rubin: Escamillo
- Juan Villasana: El Patron
- Marion Benda: Conchita
- Peggy Blake: Lolita
- Helen C. Clive: Carmen
- Collette: Herminia
- Fred Dalton: Grim Gomez
- Kay English: Santiago
- Myrna Darby: Margarita
- Gladys Glad: Rachel
- Dorothy Wegman: Juanita
- Alf James: Davalos

## Le canzoni
Musica di Harry Tierney, parole di Joseph McCarthy

### Atto I
- Siesta Time (in San Lucar), eseguita da coro
- The Best Little Lover in Town, eseguita da Ed Lovett
- Sweethearts, eseguita da Rio Rita e Ensemble
- River Song, eseguita da Rio Rita e Ensemble
- Are You There?, eseguita da Dolly e Chick Bean
- Rio Rita, eseguita da Jim e Rio Rita
- March of the Rangers, eseguita da Jim, sergente McGinn, sergente Wilkins e Rangers
- The Spanish Shawl, eseguita da Carmen e Serenaders
- The Charra Dance, eseguita da Escamillo e dagli Albertina Rasch Dancers
- The Kinkajou, eseguita da Dolly e Ensemble
- If You're in Love, You'll Waltz, eseguita da Rio Rita e Jim
- Out on the Loose, eseguita da Chick Bean, Glorified Girls, Dancing Girls e Albertina Rasch Dancers

### Atto II
- Yo Ho and a Bottle of Rum, eseguita dagli Ziegfeld Dancers
- Following the Sun Around, eseguita da Jim
- I Can Speak Espanol, eseguita da Dolly e Ed Lovett
- Montezuma's Daughter, eseguita da Rio Rita e Albertina Rasch Dancers
- The Jumping Bean, eseguita da Dolly, Ziegfeld Dancers e gli Albertina Rasch Dancers
- Moonshine, eseguita da Chick Bean